# Gare d'Oullins
Gare d'Oullins was tot 2023 het zuidelijke eindpunt van lijn B van de metro van de Franse stad Lyon, gelegen bij het treinstation van de voorstad Oullins waar het naar vernoemd is. Het station ligt op 20 meter diepte en bestaat uit 2 perronsporen met zijperrons. Tussen de perrons en het straatniveau ligt een 'mezzanine'. De toegang van het station is uitgerust met vier roltrappen en drie liften.
Met het metrostation werd een aanzet gegeven tot de verdere uitbouw van het station Oullins als een belangrijk overstappunt tussen verschillende vormen van (openbaar) vervoer. De aanleg en opening in 2013 van het station was ook door het bestuur van de agglomeratie gepland om het gebied ten zuidwesten van Lyon nieuw leven in blazen met het verlengen van lijn B tot Oullins. De verlenging kostte 222 miljoen euro. De verdere verlenging naar het zuiden, het centrum van Oullins en de Pôle Hospitalier Lyon-Sud werd in oktober 2023 in gebruik genomen.
Charpennes - Charles Hernu · Brotteaux · Gare Part-Dieu - Vivier Merle · Place Guichard - Bourse du Travail · Saxe - Gambetta · Jean Macé · Place Jean Jaurès · Debourg · Stade de Gerland - Le LOU · Gare d'Oullins · Oullins Centre · Saint-Genis-Laval Hôpital Lyon Sud